# Gustav Hasford

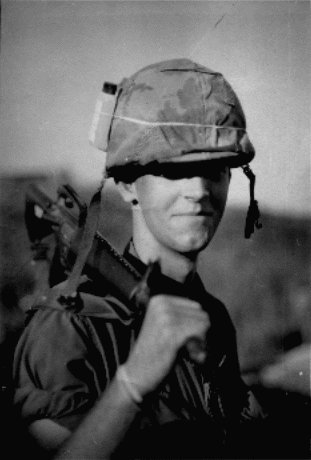
Gus Hasford in Vietnam

Gustav Hasford (* 28. November 1947 in Russellville, Alabama; † 29. Januar 1993 in Ägina, Griechenland) war ein US-amerikanischer Marine, Kriegsberichterstatter und Schriftsteller.

## Leben
Hasford trat den Marines 1967 bei und diente als Kriegsberichtserstatter im Vietnamkrieg. Sein halbautobiographischer Roman The Short-Timers (deutscher Titel: Höllenfeuer) wurde später von Stanley Kubrick als Full Metal Jacket verfilmt. Das Drehbuch des Films, nominiert für einen Oscar, wurde von Regisseur Stanley Kubrick, Autor Michael Herr und Hasford selbst verfasst, wenngleich der Umfang seines Beitrags zum Skript Anlass für Streitigkeiten zwischen den drei Beteiligten gab; infolgedessen entschied sich Hasford, nicht zur Oscar-Zeremonie zu erscheinen.
Hasford arbeitete in den 1970er Jahren mit verschiedenen Science-Fiction-Autoren zusammen (u. a. Arthur Byron Cover und David J. Skal), veröffentlichte in Magazinen und Anthologien wie Space and Time und Damon Knights Orbit und teilte sich zeitweise mit Autor Harlan Ellison eine Wohnung. 1988 wurde Hasford in San Luis Obispo mit der Begründung verhaftet, er habe eine Vielzahl von Büchern aus mehreren amerikanischen Bibliotheken gestohlen. Hasford behauptete, sich diese Werke nur zu Recherchezwecken für ein Buch über den Amerikanischen Bürgerkrieg (das im Übrigen nie erschien) ausgeborgt zu haben. Er wurde zu sechs Monaten Haft verurteilt, von denen er drei Monate absaß und zusagte, entstandenen Schaden aus Einkünften seines nächsten Buches zu bezahlen. Dieses erschien als Nachfolger von The Short Timers im Jahre 1990 unter dem Titel The Phantom Blooper.
Hasfords letztes Buch, ein in Los Angeles spielender Kriminalroman mit dem Titel A Gypsy good Time, erschien wenig beachtet im Jahre 1992. Der an Diabetes erkrankte Schriftsteller siedelte danach auf die Insel Aegina vor der Küste Griechenlands um, wo er am 29. Januar 1993 an Herzversagen starb.

## Werke
- 1979: The Short-Timers (dt.: Höllenfeuer)
- 1990: The Phantom Blooper
- 1992: A Gypsy Good Time